# 39314 Moritakumi
39314 Moritakumi este o planetă minoră (asteroid), cu un diametru de 3,379 km, din centura de asteroizi. A fost descoperită pe 19 octombrie 2001 la Bisei Spaceguard Center⁠(d) de BATTeRS⁠(d) și a fost numită după Takumi Mori⁠(d). 
Obiectul prezintă o orbită caracterizată de o semiaxă mare de 2,6472013 UAi, o excentricitate de 0,3, o înclinație de 14,28748 ° în raport cu ecliptica.